# St-Maclou (Moisselles)

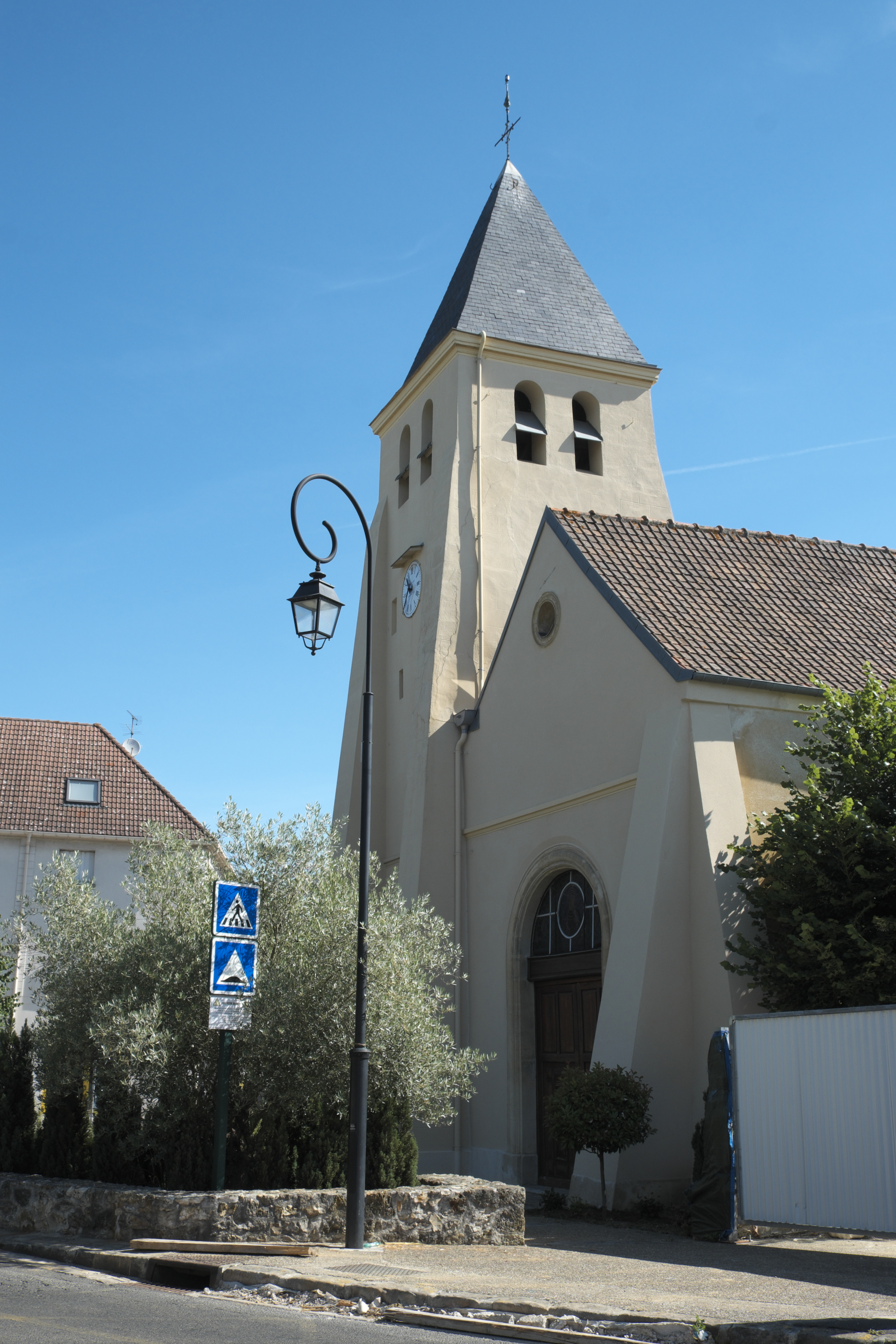
Kirche Saint-Maclou in Moisselles

Die Kirche St-Maclou in Moisselles, einer französischen Gemeinde im Département Val-d’Oise in der Region Île-de-France, wurde um 1574 errichtet. Die dem heiligen Machutus geweihte Pfarrkirche steht am Hauptplatz des Ortes, wo auch das Rathaus sich befindet.
Die Kirche aus Bruchsteinmauerwerk wurde nach Plänen des Architekten Nicolas de Saint-Michel erbaut. Der Glockenturm von 1729 ist als Monument historique auf der Liste der Baudenkmäler in Frankreich. Die Ausstattung ist vorwiegend aus dem 17./18. Jahrhundert.